# Hoa hậu Quốc tế 2018
Hoa hậu Quốc tế 2018 là cuộc thi Hoa hậu Quốc tế lần thứ 58, được tổ chức vào ngày 9 tháng 11 năm 2018 tại Tokyo Dome City Hall ở Tokyo, Nhật Bản. Cuối buổi chung kết, Hoa hậu Quốc tế 2017 Kevin Liliana đến từ Indonesia đã trao vương miện cho Mariem Velazco đến từ Venezuela. Đây là lần thứ ba trong lịch sử Hoa hậu Quốc tế, việc trao giải cho tân Á hậu 2018 được các Á hậu đương nhiệm trao lại vương miện. Năm nay, Hoa hậu Quốc tế quay trở lại với chủ đề ''Cheer All Woman'' (tạm dịch là ''Chia sẻ niềm vui với tất cả phụ nữ'') và chủ đề này được áp dụng với Hoa hậu Quốc tế Nhật Bản 2019.
Với tổng cộng 77 thí sinh đến từ khắp tất cả các quốc gia và khu vực trên thế giới tham gia, vượt qua kỷ lục trước đó là 73 thí sinh của năm 2014.

## Thông tin cuộc thi
Vào ngày 12 tháng 4 năm 2018, bà Akemi Shimomura, chủ tịch của cuộc thi thông báo rằng cuộc thi Hoa hậu Quốc tế 2018 sẽ được tổ chức tại Tokyo Dome City Hall, Tokyo, Nhật Bản vào ngày 9 tháng 11 năm 2018.

## Kết quả

### Thứ hạng
| Kết quả              | Thí sinh |
| -------------------- | --- |
| Hoa hậu Quốc tế 2018 | - Venezuela – Mariem Velazco |
| Á hậu 1              | - Philippines – Maria Ahtisa Manalo |
| Á hậu 2              | - Nam Phi – Reabetswe Sechoaro |
| Á hậu 3              | - Romania – Bianca Tirsin |
| Á hậu 4              | - Colombia – Anabella Castro |
| Top 8                | - Ecuador – Michelle Huet - Nhật Bản – Hinano Sugimoto - Tây Ban Nha – Susana Sanchez |
| Top 15               | - Úc – Emily Tokić - Indonesia – Vania Fitryanti - Madagascar – Esmeralda Malleka - Mexico – Nebai Torres - Paraguay – Daisy Lezcano - Thái Lan – Keeratiga Jaruratjamon - Ukraine – Bohdana Tarasyk |

### Thứ tự gọi tên
| 1. Romania 2. Mexico 3. Philippines 4. Ecuador 5. Thái Lan 6. Nam Phi 7. Úc 8. Paraguay 9. Nhật Bản 10. Colombia 11. Venezuela 12. Indonesia 13. Ukraine 14. Tây Ban Nha 15. Madagascar | 1. Nhật Bản 2. Romania 3. Ecuador 4. Colombia 5. Tây Ban Nha 6. Nam Phi 7. Venezuela 8. Philippines |

### Các Nữ hoàng Châu lục
| Giải thưởng                    | Thí sinh                         |
| ------------------------------ | -------------------------------- |
| Hoa hậu Quốc tế châu Phi       | - Nam Phi – Reabetswe Sechoaro   |
| Hoa hậu Quốc tế châu Mỹ        | - Argentina – Rocio Magali Pérez |
| Hoa hậu Quốc tế châu Á         | - Singapore – Eileen Feng        |
| Hoa hậu Quốc tế châu Âu        | - Hà Lan – Zoë Amber Niewold     |
| Hoa hậu Quốc tế châu Đại Dương | - Guam – Diliana Tuncap          |

## Các giải thưởng đặc biệt

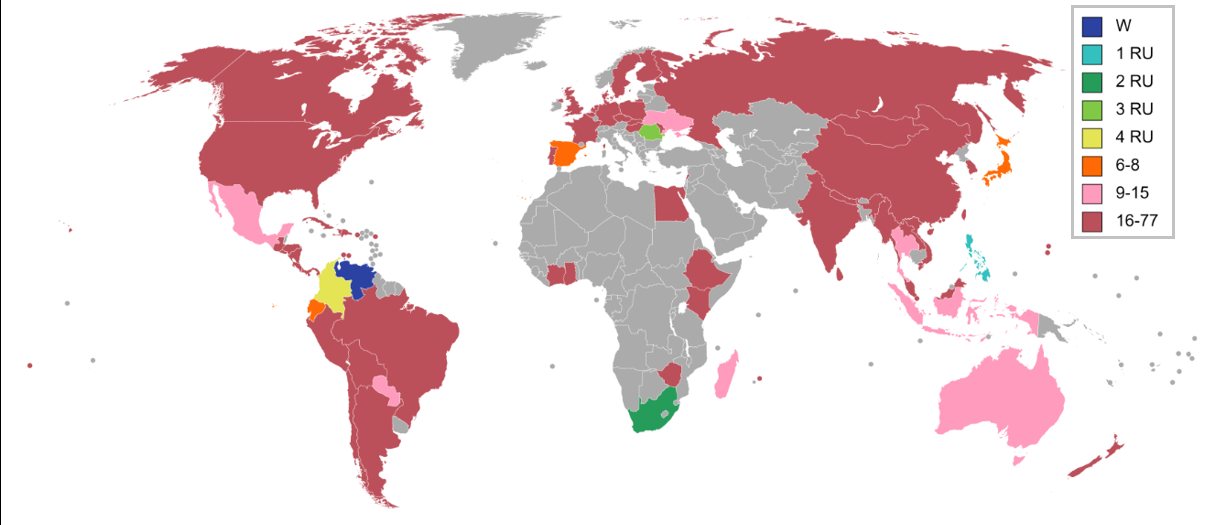
Các quốc gia và vùng lãnh thổ tham gia Hoa hậu Quốc tế 2018 và kết quả.

| Giải thưởng                 | Thí sinh                       |
| --------------------------- | ------------------------------ |
| Trang phục dân tộc đẹp nhất | - Ecuador – Michelle Huet      |
| Miss Best Dresser           | - Mexico – Nebai Torres        |
| Hình thể đẹp nhất           | - Curaçao – Diona Angela       |
| Panasonic Beauty Ambassador | - Indonesia – Vania Herlambang |
| Đại sứ Du lịch Nhật Bản     | - Trung Quốc – Wang Chaoyuan   |

## Hình thức
Không giống như năm 2017,thí sinh năm nay sẽ được phân loại thành 5 châu lục: (1) Châu Âu, (2) Châu Đại Dương, (3) Châu Phi, (4) Châu Mỹ, và (5) Châu Á. Trải qua nhiều phần thi khác nhau: Trang phục truyền thống, Áo tắm và Trang phục dạ hội, các thí sinh sẽ được gọi tên vào top 15, top 8. Các giám khảo sẽ đưa ra câu hỏi cho top 8 trả lời ứng xử và sẽ chọn ra top 5 bao gồm Hoa hậu Quốc tế 2018 và 4 Á hậu như hình thức của năm 2017.

## Thí sinh tham gia
Cuộc thi có tổng cộng 77 thí sinh tham gia
| Quốc gia/ Lãnh thổ   | Thí sinh                  | Tuổi | Quê quán              | Khu vực        |
| -------------------- | ------------------------- | ---- | --------------------- | -------------- |
| Argentina            | Rocío Magali Pérez        | 22   | Buenos Aires          | Châu Mỹ        |
| Aruba                | Stephanie Anouk Eman      | 26   | Oranjestad            | Châu Mỹ        |
| Úc                   | Emily Tokić               | 20   | Canberra              | Châu Đại Dương |
| Bỉ                   | Kelly Quanten             | 24   | Leuven                | Châu Âu        |
| Bolivia              | María Elena Antelo        | 24   | Beni                  | Châu Mỹ        |
| Brazil               | Stephanie Pröglhöf        | 24   | São José dos Campos   | Châu Mỹ        |
| Canada               | Camila Gonzalez           | 21   | Toronto               | Châu Mỹ        |
| Chile                | María Pía Vilches         | 22   | La Ligua              | Châu Mỹ        |
| Trung Quốc           | Wang Chaoyuan             | 24   | Thiên Tân             | Châu Á         |
| Colombia             | Anabella Castro           | 21   | Valledupar            | Châu Mỹ        |
| Quần đảo Cook        | Louisa Purea              | 20   | Avarua                | Châu Đại Dương |
| Costa Rica           | Glennys Medina Segura     | 23   | Guanacaste            | Châu Mỹ        |
| Bờ Biển Ngà          | Jemima Gbato              | 21   | Abidjan               | Châu Phi       |
| Cuba                 | Jennifer Alvarez Ruiz     | 24   | Havana                | Châu Mỹ        |
| Curaçao              | Diona Angela              | 21   | Willemstad            | Châu Mỹ        |
| Cộng hòa Séc         | Daniela Zálešáková        | 19   | Most                  | Châu Âu        |
| Đan Mạch             | Louise Arild              | 23   | Frederiksberg         | Châu Âu        |
| Cộng hòa Dominica    | Stéphanie Bustamante      | 25   | Paterson              | Châu Mỹ        |
| Ecuador              | Michelle Huet             | 22   | Guayaquil             | Châu Mỹ        |
| Ai Cập               | Farah Sedky               | 24   | Cairo                 | Châu Phi       |
| El Salvador          | Ena Cea                   | 20   | Santa Ana             | Châu Mỹ        |
| Ethiopia             | Frezewd Solomon           | 21   | Addis Ababa           | Châu Phi       |
| Phần Lan             | Eevi Ihalainen            | 18   | Lappeenranta          | Châu Âu        |
| Pháp                 | Mélanie Labat             | 23   | Poussan               | Châu Âu        |
| Đức                  | Franciska Acs             | 23   | Düsseldorf            | Châu Âu        |
| Ghana                | Benedicta Nana Adjei      | 22   | East Legon            | Châu Phi       |
| Guadeloupe           | Sarah Eruam               | 18   | Le Gosier             | Châu Mỹ        |
| Guam                 | Diliana Tuncap            | 22   | Hagåtña               | Châu Đại Dương |
| Guatemala            | Gabriela Castillo         | 20   | Thành phố Guatemala   | Châu Mỹ        |
| Haiti                | Cassandra Chéry           | 23   | Port-au-Prince        | Châu Mỹ        |
| Hawaii               | Olivia Evelyn Walls       | 21   | Honolulu              | Châu Đại Dương |
| Honduras             | Valeria Cardona           | 20   | Tegucigalpa           | Châu Mỹ        |
| Hồng Kông            | Hoàng Gia Văn             | 24   | Cửu Long              | Châu Á         |
| Hungary              | Frida Maczkó              | 22   | Vác                   | Châu Âu        |
| Ấn Độ                | Tanishqa Bhosale          | 19   | Pune                  | Châu Á         |
| Indonesia            | Vania Herlambang          | 21   | Tangerang             | Châu Á         |
| Nhật Bản             | Hinano Sugimoto           | 21   | Tokyo                 | Châu Á         |
| Kenya                | Ivy Nyangasi Mido         | 22   | Nairobi               | Châu Phi       |
| Hàn Quốc             | Yejin Seo                 | 21   | Seoul                 | Châu Á         |
| Lào                  | Piyamarth Phounpaseuth    | 24   | Viêng Chăn            | Châu Á         |
| Liban                | Rachel Younan             | 23   | Beirut                | Châu Á         |
| Ma Cao               | Cherry Chin               | 24   | Đãng Tể               | Châu Á         |
| Madagascar           | Esmeralda Malleka         | 25   | Vohemar               | Châu Phi       |
| Malaysia             | Mandy Loo                 | 22   | Georgetown            | Châu Á         |
| Mauritius            | Ashna Nookooloo           | 22   | Curepipe              | Châu Phi       |
| Mexico               | Nebai Torres              | 25   | Guadalajara           | Châu Mỹ        |
| Moldova              | Daniela Marin             | 19   | Leova                 | Châu Âu        |
| Mông Cổ              | Munkhchimeg Batjargal     | 20   | Ulaanbaatar           | Châu Á         |
| Myanmar              | May Yu Khatar             | 19   | Yangon                | Châu Á         |
| Nepal                | Ronali Amatya             | 22   | Kathmandu             | Châu Á         |
| Hà Lan               | Zoë Amber Niewold         | 20   | Assen                 | Châu Âu        |
| New Zealand          | Natasha Kristina Unkovich | 24   | East Auckland         | Châu Đại Dương |
| Nicaragua            | Stefanía Alemán           | 27   | Masaya                | Châu Mỹ        |
| Quần đảo Bắc Mariana | Celine Cabrera            | 23   | Saipan                | Châu Đại Dương |
| Panama               | Shirel Ortiz              | 22   | Thành phố Panama      | Châu Mỹ        |
| Paraguay             | Daisy Diana Lezcano Rojas | 24   | San Lorenzo           | Châu Mỹ        |
| Perú                 | Marelid Elizabeth Medina  | 24   | Callao                | Châu Mỹ        |
| Philippines          | Maria Ahtisa Manalo       | 21   | Candelaria            | Châu Á         |
| Ba Lan               | Marta Pałucka             | 26   | Sopot                 | Châu Âu        |
| Bồ Đào Nha           | Carina Neto               | 21   | Gondomar              | Châu Âu        |
| Puerto Rico          | Yarelis Salgado           | 24   | Toa Alta              | Châu Mỹ        |
| Romania              | Bianca Tirsin             | 20   | Arad                  | Châu Âu        |
| Nga                  | Galina Lukina             | 26   | Ufa                   | Châu Á         |
| Singapore            | Eileen Feng               | 22   | Singapore             | Châu Á         |
| Slovakia             | Radka Grendová            | 20   | Revúca                | Châu Âu        |
| Nam Phi              | Reabetswe Sechoaro        | 24   | Pretoria              | Châu Phi       |
| Tây Ban Nha          | Susana Sánchez            | 25   | Huelva                | Châu Âu        |
| Sri Lanka            | Natalee Fernando          | 24   | Colombo               | Châu Á         |
| Thụy Điển            | Izabell Hahn              | 26   | Linköping             | Châu Âu        |
| Đài Loan             | Cao Mạn Dung              | 21   | Đài Trung             | Châu Á         |
| Thái Lan             | Keeratiga Jaruratjamon    | 23   | Phitsanulok           | Châu Á         |
| Ukraine              | Bohdana Tarasyk           | 23   | Kryvyi Rih            | Châu Âu        |
| Anh Quốc             | Sharon Gaffka             | 22   | Oxford                | Châu Âu        |
| Hoa Kỳ               | Bonnie Walls              | 24   | Thành phố New York    | Châu Mỹ        |
| Venezuela            | Mariem Velazco            | 19   | San Tomé              | Châu Mỹ        |
| Việt Nam             | Nguyễn Thúc Thùy Tiên     | 20   | Thành phố Hồ Chí Minh | Châu Á         |
| Zimbabwe             | Tania Tatenda Aaron       | 22   | Harare                | Châu Phi       |

## Chú ý

### Trở lại
| - Lần cuối tham gia vào năm 1961: - Madagascar - Lần cuối tham gia vào năm 1999: - Bờ Biển Ngà - Lần cuối tham gia vào năm 2011: - Zimbabwe - Lần cuối tham gia vào năm 2014: - Ai Cập - Đức | - Lần cuối tham gia vào năm 2015: - Kenya - Romania - Lần cuối tham gia vào năm 2016: - Argentina - Aruba - Cuba - Đan Mạch - Guam - Quần đảo Bắc Mariana - Puerto Rico - Sri Lanka |

### Bỏ cuộc
| - Belarus - Campuchia - Gibraltar - Lithuania | - Na Uy - Sierra Leone - Tunisia |

### Replacements
1. ↑  HAITI – Cassandra Chéry was appointed to represent Haiti at Miss International 2018 pageant, by Miss Haiti Organizationas as a replacement to the original winner Merlie Fleurizard who is not able to compete at this year pageant due to over age. Chery was Miss Haiti 2017.[31]
2. ↑  HONDURAS – Valeria Cardona was appointed to represent Honduras at Miss International 2018 pageant, by Miss Honduras Organizationas as a replacement to the original winner Mayra Fuentes who is not able to compete at this year pageant due to lack of preparation.[31]
3. ↑  VIETNAM – Nguyễn Thúc Thuỳ Tiên was appointed to compete at Miss International 2018 pageant by Sen Vang Entertainment, the franchise holder of Miss International in Vietnam, as a replacement to the original winner Nguyễn Thị Thuý An who was not able to compete at this year's pageant due to unexpected health problems. Tiên was the 3rd runner-up at Miss Vietnam 2018 pageant.

### Designations
1. ↑  ARGENTINA – Rocio Pérez was appointed to represent Argentina at Miss International 2018 pageant, by Belleza Argentina Organization, official franchise holder of Miss International in Argentina.[cần dẫn nguồn]
2. ↑  ARUBA – Stephanie Helen Anouk was appointed to represent Aruba at Miss International 2018 pageant, by Srta. Aruba, official franchise holder of Miss International in Aruba. Stephanie was Miss World Aruba 2017.[cần dẫn nguồn]
3. ↑  BELGIUM – Kelly Quanten was appointed as "Miss International Belgium 2018" after an online casting call took place.
4. ↑  COLOMBIA – Anabella Castro was appointed to represent Colombia at Miss International 2018 pageant, by Raymundo Angulo Pizarro the President of Señorita Colombia pageant after the 2018 edition winner is setting to represent Colombia in 2019 season. Anabella was Top 10, as Señorita Cesar at Señorita Colombia 2017.[cần dẫn nguồn]
5. ↑  KENYA – Ivy Mido was designated to compete at Miss International pageant in Japan. She was Miss Supranational Kenya 2017.[cần dẫn nguồn]
6. ↑  KOREA – Yejin Seo was appointed to represent South Korea at Miss International 2018 pageant, by Hanju E&M Miss Korea Organization which is the national franchise holder of Miss International in South Korea. Seo was one of the two 1st runners-up at Miss Korea 2018.[cần dẫn nguồn]
7. ↑  MEXICO – Nebai Torres was appointed to represent Mexico at Miss International 2018 pageant, by Lupita Jones the President of Mexicana Universal pageant. Nebai was the 4th Runner-up at Mexicana Universal 2018.[cần dẫn nguồn]
8. ↑  MOLDOVA – Daniela Marin was appointed to represent Moldova at Miss International 2018 pageant, by Miss Moldova committee. Daniela was the winner of Miss Moldova 2016 who competed at Miss World 2016 in the United States.[cần dẫn nguồn]
9. ↑  PUERTO RICO – Yarelis Salgado was appointed to represent Puerto Rico at Miss International 2018 pageant, by Nuestra Belleza Puerto Rico Organization after a year of absence because Hurricane Maria destroyed the country. Yarelis was 2nd Runner-up at Miss Mundo Puerto Rico 2018.[cần dẫn nguồn]